# Botanischer Garten Kassel

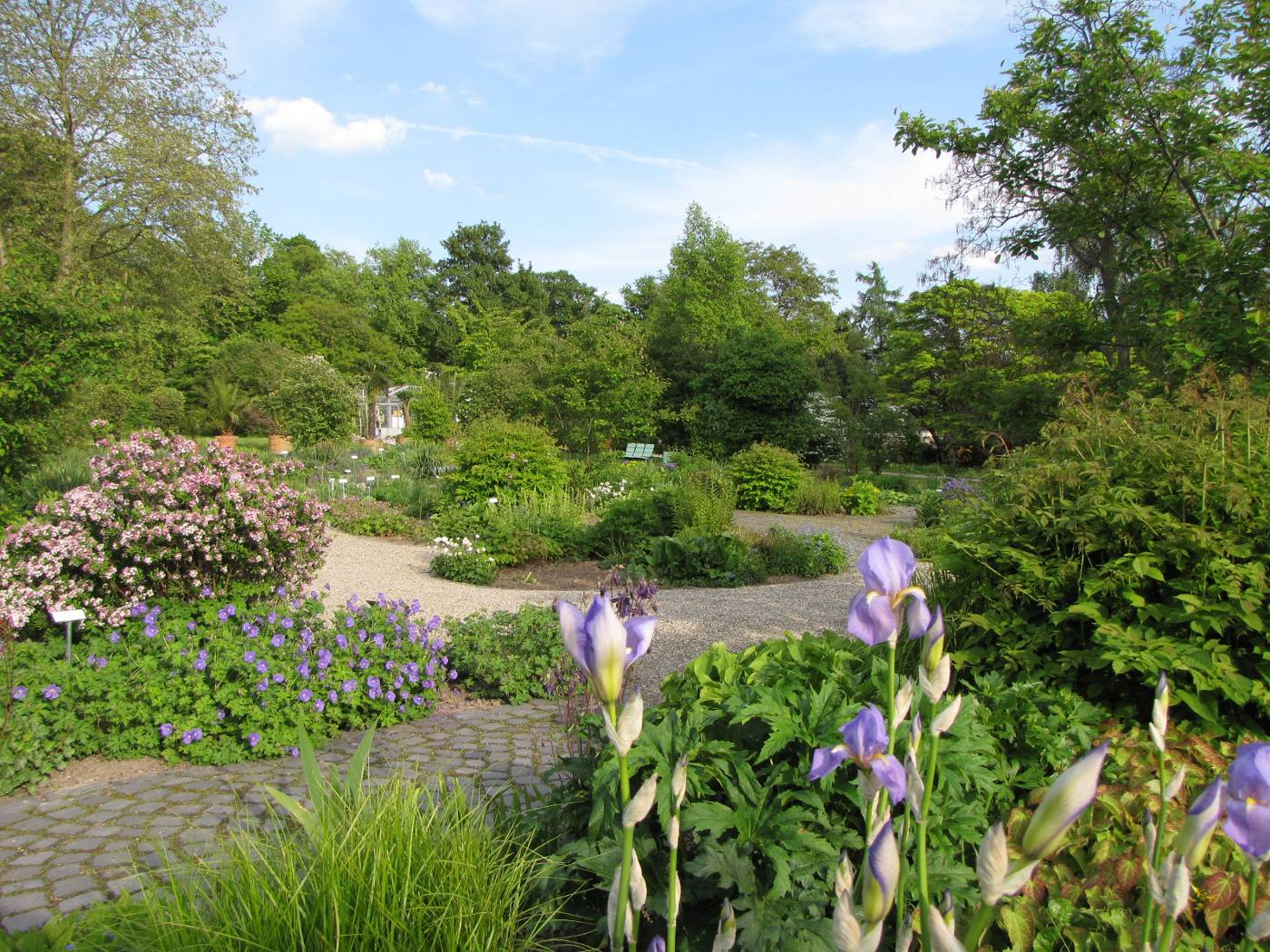
Staudengarten im Botanischen Garten Kassel

Der Botanische Garten Kassel liegt am Rande des Parks Schönfeld, nordwestlich vom Schlösschen Schönfeld im Stadtteil Wehlheiden in Kassel.

## Geschichte
Der Garten wurde 1912 durch Abtrennung einer 1,5 Hektar großen Fläche vom Park Schönfeld als Schulgarten eingerichtet. Zwischen den Weltkriegen diente er dem Gemüseanbau und wurde 1948/49 als botanischer Garten angelegt, der 1955 anlässlich der Bundesgartenschau umgestaltet wurde.
1982 wurde die finanzielle Unterstützung durch die Stadt eingestellt und der Garten zu einer öffentlichen Grünfläche mit Rasenflächen umgewandelt. Seit 2003 wurde der Garten wieder zu einem botanischen Garten, der heute eine Allee, einen Gartenteich, einen Stauden-, Rosen- und Heilkräutergarten sowie ein Kakteenhaus und ein Schulbiologisches Zentrum beherbergt.